# Torenhoeve
De Torenhoeve (ook wel: Hof te Vossemeer) was een eenvoudig kasteel of ridderhofstede in de Nederlandse plaats Oud-Vossemeer, provincie Zeeland.

## Geschiedenis
De Oud-Vossemeerpolder werd in 1411 bedijkt en het is aannemelijk dat daarna de Torenhoeve is gebouwd. De oudste vermelding dateert overigens pas uit 1577, waarbij de Torenhoeve werd omschreven als 't Hoff met toren. De hoeve werd op dat moment verpacht.
In de jaren 1775-1776 werd de toren afgebroken. Het vrijgekomen puin werd gebruikt voor de dammen van het veer over de Eendracht.
Tot 1954 waren er nog restanten van de grachten aanwezig.
Op de voormalige kasteellocatie staat een boerderij. In 2004 heeft beperkt onderzoek op het terrein plaatsgevonden, waarbij puin werd aangetroffen. Het onderzoek was aanleiding om het terrein een archeologische waarde toe te kennen.

## Beschrijving
De Torenhoeve was waarschijnlijk een omgrachte boerderij, voorzien van een ronde woontoren. In de literatuur wordt ook gemeld dat het complex was voorzien van kleine bolwerken.
Als bouwperiode zou de 15e eeuw of eerste helft van de 16e eeuw kunnen gelden.

## Legendes
Tussen de Torenhoeve en de 500 meter westelijker gelegen Hoogkamer zou volgens de verhalen een onderaardse gang hebben gelegen. Dit is echter praktisch onmogelijk vanwege de grondwaterstand.
Een ander verhaal vertelt over de ruzie tussen twee broers die de Hoogkamer en de Torenhoeve bewoonden. De ruzie liep zo uit de hand dat de ene broer de andere zou hebben doodgeslagen. Eenzame voorbijgangers zouden de moordenaar in winternachten nog zien rondspoken, rijdend op een schimmel.
Aldegonde · Kasteel van Axel · Baarland · Baarsdorp · Barbestein · Biervliet · Bieweg · Blodenburg · Huis der Boede · Brijdorpe · Bruëlis · 't Burchtje · Burggravensteen · Buttinge · Coxijde · Crayenstein · Duinbeek · Duivelsberg · Ellewoutsdijk · Filippenburg · Geersdijk · Gistellis · Gravenhof · Slot Haamstede · Kasteel Hellenburg · Herkestein · Heuvelsweg · Hoge Huis · Ter Hooge · Hoogkamer · Kats · Kind van Trente · Kleverskerke · Kortgene · Kreke · Kruiningen · Laterdale · Lodijke · Maalstede (Hulst) · Maalstede (Kapelle) · Magdalon · Hof Ter Moere · Moermond · Te Mortiere · Muiden · Hof ter Nisse (Nisse) · Hof ter Nisse (Ossenisse) · Oostende · Oostende (Goes) · Oosterstein · Poelvoorde · Poortvliet · Popkensburg · De Pottere · Poucques · Pronkenburg · Ravenstein · Saeftingher Slot · Kasteel van Sint-Maartensdijk · Schengen · Sluis · Smallegange · Stavenisse · Tolhuis van Iersekeroord · Huus ter Tolne · Torenberg · Torenhoeve · Toren van Bourgondië · Troye · Valkenisse · Vinninghen · Vlissingen · Voorhoute · Waarde · Watervliet · Weldamme · Welland · Huis te Werf · Te Werve · Westenschouwen · Westhove · Westkerke · Windenburg · Zandenburg · Zwanenburg